# Adina Dragomirescu
Adina Dragomirescu (n. 4 mai 1983, Slobozia) este o lingvistă română, conferențiar universitar doctor la Facultatea de Litere a Universității din București și cercetător științific la Institutul de Lingvistică „Iorgu Iordan - Alexandru Rosetti” al Academiei Române (București); din septembrie 2017 este director al Institutului de Lingvistică „Iorgu Iordan - Alexandru Rosetti” al Academiei Române.

## Activitate profesională
- Director al Institutului de Lingvistică „Iorgu Iordan – Al. Rosetti” al Academiei Române (septembrie 2017 - prezent).
- Cercetător științific II în cadrul Sectorului de gramatică al Institutului de Lingvistică „Iorgu Iordan − Al. Rosetti” (din august 2016).
- Conferențiar universitar doctor în cadrul Departamentului de Lingvistică al Facultății de Litere, Universitatea din București (din februarie 2016).
- Cercetător științific III în cadrul Sectorului de gramatică al Institutului de Lingvistică „Iorgu Iordan − Al. Rosetti” (octombrie 2013 ‒ ianuarie 2016).
- Lector în cadrul Departamentului de Lingvistică al Facultății de Litere, Universitatea din București (septembrie 2012 ‒ februarie 2016).
- Cercetător în cadrul Sectorului de gramatică al Institutului de Lingvistică „Iorgu Iordan − Al. Rosetti” (decembrie 2008 ‒ octombrie 2013).
- Asistent în cadrul Departamentului de Lingvistică al Facultății de Litere, Universitatea din București (septembrie 2007 ‒ septembrie 2012).
- Asistent de cercetare în cadrul Sectorului de gramatică al Institutului de Lingvistică „Iorgu Iordan − Al. Rosetti” (iunie 2005 ‒ decembrie 2008).

## Educație și formare

### Studii
- Atestat de abilitare în domeniul de studii universitare de doctorat filologie, nr. 3861/4.06.2018.
- Absolventă a programului postdoctoral „Valorificarea identităților culturale în procese globale” (2010−2013), organizat de Academia Română, POSDRU/89/1.5/S/59758; tema: Particularități sintactice ale limbii române în context romanic. Supinul, coordonator: prof. univ. dr. Gabriela Pană Dindelegan.
- Doctor în filologie (2009) − Facultatea de Litere, Universitatea din București; teza de doctorat: Ergativitatea: Structuri sintactice la limita dintre tranzitiv și intranzitiv, coordonator: prof. univ. dr. Gabriela Pană Dindelegan.
- Absolventă a programului de masterat „Limba română: structură și strategii de comunicare” din cadrul Facultății de Litere a Universității din București (2005−2006); disertația: Ergativitatea. Verbe și construcții ergative în limba română, coord. Gabriela Pană Dindelegan.
- Absolventă a Facultății de Litere, Universitatea din București, specializarea Română-Franceză (2001−2005); lucrarea de licență: Substantivele neologice recente și adaptarea lor morfosintactică, coordonator: prof. univ. dr. Gabriela Pană Dindelegan.
- Absolventă a Colegiului Național „Mihai Viteazul”, Slobozia, Județul Ialomița, profilul filologie (1997−2001).

### Cursuri speciale, stagii de cercetare
- Stagiu de cercetare la University of Cambridge, Faculty of Modern and Medieval Languages, 13–30 septembrie 2018.
- Stagiu de cercetare la University of Cambridge, Faculty of Modern and Medieval Languages, 28 aprilie−11 mai 2017.
- Stagiu de cercetare la Massachusetts Institute of Technology, Department of Linguistics and Philosophy, 15 februarie−5 august 2016.
- Stagiu de cercetare la University of Cambridge, Faculty of Modern and Medieval Languages, 6 iunie−31 iulie 2015.
- Stagiu Erasmus (pentru profesori) la University of Cambridge, Faculty of Modern and Medieval Languages, 9−22 februarie 2014.
- Stagiu de cercetare (în cadrul programului postdoctoral) la University of Cambridge, Faculty of Modern and Medieval Languages, 1 februarie−30 iunie 2012.
- 15th Central European Summer School in Generative Grammar (EGG School), Debrecen, Ungaria, 28 iulie−8 august 2008; cursuri de sintaxă și semantică generativă.
- Școala de toamnă de lingvistică organizată de Departamentul de Studii Cognitive al École normale supérieure, EALing, Paris, 24 septembrie − 2 octombrie 2007; cursuri de sintaxă teoretică și experimentală, semantică formală, fonologie, pragmatică.
- Bursă Erasmus la Universitatea Paris VII Denis Diderot, UFR Linguistique (octombrie 2004−februarie 2005); cursuri de sintaxă generativă, tratarea automată a limbajului, fonetică articulatorie și acustică, istoria lingvisticii, limba maghiară.

## Activitate științifică

### Proiecte de cercetare în cadrulInstitutului de Lingvistică „Iorgu Iordan − Al. Rosetti”
- Morfologia istorică a limbii române (în lucru).
- Variație sintactică în româna nonstandard.
- The Syntax of Old Romanian, Oxford University Press, coord. Gabriela Pană Dindelegan.
- The Grammar of Romanian, Oxford University Press, coord. Gabriela Pană Dindelegan.
- Tratatul de istorie a limbii române, vol. III, coord. Gheorghe Chivu, cap. „Verbul” (secolul al XIX-lea).
- Dinamica limbii române actuale, coord. Gabriela Pană Dindelegan.
- Activitate de colaționare, unificare, tehnoredactare la Gramatica limbii române, coord. Valeria Guțu Romalo, București, Editura Academiei Române, 2005 / 2008.

### Granturi, proiecte, alte activități
- Director de proiect – grant de tip „Tinere echipe”, finanțat de UEFISCDI, mai 2018–aprilie 2021, cu titlul De la verbe de mișcare la verbe aspectuale, copulative și pasive. Reanaliza diacronică a verbelor de mișcare în română, cod: PN-III-P1-1.1-TE-2016-0341, nr. 6/2018.
- Bursieră a programului „Granturi pentru tineri cercetători” implementat de Institutul de Cercetări al Universității din București; proiectul de cercetare: Foreign features in the syntax of old Romanian. Cross-linguistic analogies; perioada: 1 septembrie 2016–31 august 2017.
- Participantă la Proiectul de monitorizare a calității limbii române folosite în audiovizual, un parteneriat multianual între CNA și Academia Română (2007–2012, 2016)[2].
- Membru, grantul CNCSIS cu tema „Funcționare discursivă și gramaticalizare în limba română veche”; directorul grantului: prof. univ. dr. Rodica Zafiu (2007–2008).
- Colaboratoare la emisiunea „Greșelile noastre”, realizată de postul de televiziune Realitatea TV și Facultatea de Litere a Universității din București (2006).

## Cărți publicate
- Cărți de autor
  - Dragomirescu, Adina, Particularități sintactice ale limbii române în context romanic. Supinul, București, Editura Muzeului Național al Literaturii Române, 2013, 294 p.
  - Dragomirescu, Adina, Ergativitatea: tipologie, sintaxă, semantică, București, Editura Universității din București, 2010, 350 p.
  - Dragomirescu, Adina, 100 de exerciții și probleme de limba română pentru clasele V − VI, București, Editura Art, 2014, 176 p.
- Cărți în colaborare (în străinătate)
  - The Cambridge Handbook of Romance Linguistics, ed. Adam Ledgeway, Martin Maiden, Cambridge University Press (capitolul „Complex predicates”, cu Alexandru Nicolae și Gabriela Pană Dindelegan).
  - The Oxford Encyclopaedia of Romance Linguistics, ed. Michele Loporcaro, Francesco Gardani (capitolele „Balkan-Romance” și „Non-finite verb-forms”, cu Nigel Vincent), Oxford University Press (în lucru).
  - The Oxford History of Romanian Morphology, ed. Martin Maiden,  Oxford University Press (capitolele: „Determiners and the deictic system”, „The divergence and semantic specialization of long and short infinitives”, „The origins of the past participle and the ‘supine’”, „Prefixoids and suffixoids”, „The formation of compound nouns, adjectives, and verbs”, „The historical morphology of numerals”) (în lucru).
  - Handbuchreihe zur Romanischen Sprachwissenschaft / Manuals of Romance Linguistics, volumul Manuel de linguistique roumaine, ed. Wolfgang Dahmen, Eugen Munteanu, capitolul Syntax des Rumänischen / Syntaxe du roumain, De Gruyter (sub tipar).
  - The Syntax of Old Romanian, ed. Gabriela Pană Dindelegan, Oxford University Press, 2016, (3 capitole: „The subjective predicative complement” , p. 168-181, „The supine and the supine construction”, p. 249-259, „The past participle and the participial clause”, p. 259-270; un capitol în colaborare cu Gabriela Pană Dindelegan, „Conclusions”, p. 629-637).
  - The Oxford Guide to the Romance Languages, ed. Adam Ledgeway, Martin Maiden, Oxford University Press, 2016, (cap. 56. „Case”, în colaborare cu Alexandru Nicolae, p. 911−923).
  - The Grammar of Romanian, ed. Gabriela Pană Dindelegan, Oxford University Press, 2013 (5 capitole: „Intransitive verbs”, p. 72-91, „Verbs of motion”, p. 95-97, „The subjective predicative complement”, p. 160-166, „Passive and impersonal constructions. By-phrases”, p. 169-174, „Complex predicates”, p. 191-201).

- Cărți în colaborare (în țară)
  - Raluca Brăescu, Adina Dragomirescu, Isabela Nedelcu, Alexandru Nicolae, Gabriela Pană Dindelegan (coord.), Rodica Zafiu, Gramatica limbii române pentru gimnaziu, București, Univers Enciclopedic Gold, 2019, 478 p.
  - Mina-Maria Rusu, Valentina Cojocaru, Roxana Dincă, Adina Dragomirescu, Olimpiada de lingvistică națională și internațională. Subiecte date la faza județeană și națională, gimnaziu și liceu, Pitești, Paralela 45, 2015 [ediția a doua: 2017], 200 p.
  - Adina Dragomirescu, Alexandru Nicolae, 101 greșeli de lexic și de semantică. Cuvinte și sensuri în mișcare, București, Editura Humanitas, 2011, 260 p.
  - Adina Dragomirescu, Isabela Nedelcu, Alexandru Nicolae, Gabriela Pană Dindelegan (coord.), Marina Rădulescu Sala, Rodica Zafiu, Gramatica de bază a limbii române (și Caiet de exerciții), București, Editura Univers Enciclopedic Gold, 2010 [ediția a II-a, 2016], 686 + 216 p.
  - Gabriela Pană Dindelegan, Adina Dragomirescu, Isabela Nedelcu, Morfosintaxa limbii române. Sinteze teoretice și exerciții, București, Editura Universității din București, 2010, 220 p.
  - Blanca Croitor, Andreea Dinică, Adina Dragomirescu, Carmen Mîrzea Vasile, Isabela Nedelcu, Alexandru Nicolae, Irina Nicula, Marina Rădulescu Sala, Rodica Zafiu, Ești cool și dacă vorbești corect, ediție revizuită, București, Univers Enciclopedic Gold, 2010, 140 p.

- Ediții filologice
  - Maiorescu, Titu, Opere, II. Jurnal (1883–1889), III. Jurnal (1890–1897), text stabilit, traducere, note și comentarii de Ana-Maria Dascălu și Bogdan Mihai Dascălu, ediție revizuită filologic, notă asupra textului românesc și indice de Adina Dragomirescu, București, Fundația Națională Pentru Știință și Artă, 2017.

- Traduceri
  - Adam Ledgeway, De la latină la limbile romanice. Schimbare morfosintactică și tipologică, traducere în limba română de: Raluca Brăescu, Adina Dragomirescu, Ionuț Geană, Alexandru Nicolae, Irina Nicula Paraschiv, Dana Niculescu, București, Editura Univers Enciclopedic Gold, 2017.[3]

## Membru în societăți, comitete de redacție, comisii etc.
- Consiliul Național de Atestare a Titlurilor, Diplomelor și Certificatelor Universitare (CNATDCU), Comisia de Filologie (din septembrie 2018) – Ordinul nr. 5048/6 septembrie 2018.
- Revizor anonim pentru publicațiile Lingua (Elsevier), Journal of Historical Syntax Arhivat în 11 iulie 2020, la Wayback Machine. (Cambridge University Press), Bucharest Working Papers of Linguistics (Editura Universității din București)
- Colegiul de redacție: Diacronia (din 2018), Studii de lingvistică (din 2017), Limbă și literatură (din 2008), Limba și literatura română (2008), Revue roumaine de linguistique (din 2006).
- Comisia de Evaluare a Premiilor LSRS pentru Excelență Academică (membră a juriului, 2017).
- Comitetul științific al congresului internațional Annual Meeting of the Societas Linguistica Europaea.
- Comisia Olimpiadei Naționale de Lingvistică „± Poezie” pentru clasele a V-a și a VI-a (președinte 2014, 2015, 2016).
- Comisia Olimpiadei Naționale de Lingvistică, secțiunea Performanță (președinte, 2018; președinte executiv, 2013, 2014, 2015; vicepreședinte, 2017).
- Membru, Societas Linguistica Europaea (din 2012), Société de linguistique romane (din 2010), Societatea de Științe Filologice din România (din 2005)
- Comitetul științific al colocviului internațional 15th International Morphology Meeting, Viena, 9-12 februarie 2012.
- Membru, Consiliul Științific al Institutului de Lingvistică „Iorgu Iordan − Al. Rosetti”, București (de la 1 iulie 2009).

### Interviuri
- „Olimpiada de Lingvistică” - proiectul inițiat de Universitatea din București
- Doi lingviști ai Academiei Române au predat limba română la Cambridge